# Bittereinder
Bittereinder was een Zuid-Afrikaanse hiphopgroep, gevormd in 2009. De groep won diverse prijzen, waaronder de South African Music Award voor het beste Afrikaanse alternatieve album en was diverse keren genomineerd voor een MK Award en een Tempo Award. Typerend voor de liedteksten van Bittereinder is het veelvuldig code switching tussen de Engelse en de Afrikaanse taal.
Bittereinder heeft samengewerkt met onder anderen Jack Parow, Chris Chameleon, Hunter Kennedy (Fokofpolisiekar/Die Heuwels Fantasties) en de Nederlandse rapper Tim Beumers. Frontman Van Merwe omschrijft in een interview de muziek van Bittereinder als "hoopvoller dan veel van de andere Afrikaanse bands zoals Fokofpolisiekar en Die Antwoord".
In Nederland speelde de groep op diverse festivals, zoals Lowlands en het "Festival voor het Afrikaans" in de Melkweg. 

## Bandleden
Bittereinder kent de volgende bandleden:
- Jaco van der Merwe – tekstschrijver, hoofd zang (2009–heden)
- Peach van Pletzen – producer, zang, mixes (2009–heden)
- Louis Minnaar – producer, visuele artiest, zang (2009–heden)

## Discografie
- 'n Ware Verhaal - 2010 (Rhythm Records)
- Die Dinkdansmasjien - 2012
- Skerm - 2014
- Dans tot die Dood - 2015
- Volksvreemde Vertalings - 2022